# 梅ヶ谷藤太郎 (初代)
梅ヶ谷 藤太郎（うめがたに とうたろう、1845年3月16日（弘化2年2月9日） - 1928年（昭和3年）6月15日）は、筑前国上座郡志波村梅ヶ谷（現・福岡県朝倉市）出身で玉垣部屋（入門時は大坂相撲の湊部屋）に所属した大相撲力士。第15代横綱。本名は小江 藤太郎（おえ とうたろう）。
明治時代前期の角界の第一人者であり、「古今十傑」「明治以後の五大力士」等、相撲史上でも特筆される存在となっている。

## 経歴
1845年3月16日（弘化2年2月9日）に、筑前国上座郡志波村梅ヶ谷で生まれる。にわかには信じがたいが赤子の頃から石臼を引き摺るほどの怪童で、母乳や菓子より酒を欲しがったため、酒で育てられたという。7歳で大坂相撲に引き取られて「梅ヶ枝」を名乗るが、その後に湊部屋へ入門する。入門と同時に四股名を、故郷・志波村梅ヶ谷に因んで「梅ヶ谷」とする。明治維新後の1869年3月場所に大坂相撲で新入幕を果たし、いきなり小結となる。1870年3月に大関に昇進。入幕後の成績は21勝2敗2分で、すでに浪花随一の強豪力士とされていたが、上田楽斎に説得されて1870年暮れに東京相撲へ加入する。そこで玉垣部屋に所属するが、本中に据えられてしまう。陣幕久五郎が大坂にいたことで、大坂から来た力士は誰とも構わず嫌われていたこともあるが、当然ながらこの地位では敵などおらず連戦連勝、1874年12月場所で新入幕を果たすと、8勝1分の優勝相当成績を挙げた。
1876年には福岡県で興行を行っていたところへ秋月の乱に遭遇、力士と反乱士族の戦闘になったが、梅ヶ谷は動じずに平定に活躍して争いを収めた。1877年6月場所に小結、12月場所に関脇になると両方で全勝を挙げ、1879年1月場所の新大関昇進を挟んで、1880年5月場所でも全勝を挙げる。この間、1876年 - 1881年にかけて58連勝（分・預・休は除く）を記録し、若嶌久三郎に敗れて記録が一度止まるも、1884年5月場所まで35連勝を記録した。
同年2月には吉田司家と五条家の両方から横綱免許を授与されたが、梅ヶ谷は吉田司家の免許を希望し、これが司家争いの結果を決めたと伝わる。3月に行われた明治天皇の天覧相撲では、伊藤博文が用意したまわし（自前のまわしが間に合わなかったという）で土俵入りを披露した。土俵入り後、明治天皇のリクエストで大達羽左エ門との割が組まれ、30分にわたる大熱戦の末に引き分けとなって天皇を感嘆させた。この一番は大評判となり、2ヶ月後の5月場所7日目の大達戦では、3千人程度が定員の相撲小屋に1万人ほどの観客が押し寄せて維新後最大の大入りとなった。この一番も水入りの大相撲となり、検査役が引き分けの声をかけたが観客の声援にかき消されて行司の耳に届かないでいるうちに押し出されてしまう。1885年5月場所全休、同年11月の天覧相撲で西ノ海に敗れたのを機に引退を決意し、自ら髷を切った。引退後年寄・雷を襲名した。
引退後は1889年の発足より東京大角力協会の最高職だった取締を長く務めた。弟子育成でも能力を発揮し、大関大鳴門、剣山、関脇鞆ノ平の門弟三羽烏を始めとして関脇谷ノ音、玉椿、小結鬼ヶ谷など多彩な力士を送り出した。1915年6月場所で弟子の梅ヶ谷藤太郎（2代）が引退すると部屋と年寄名跡を譲って廃業したが、協会は「大雷」の尊称を贈り、相談役待遇として接していた。
弟子である梅ヶ谷藤太郎が没してから9ヶ月後、1928年6月15日に死去。83歳没。還暦が長生きの基準だった時代の力士としては非常な長命で、横綱の長寿記録として現在でもまだ破られていない。

## 人物
明治改元後、文明開化の風潮の中で相撲は野蛮なものとされて人気は沈滞を極め、相撲廃止論まで提唱されていたが、彼の活躍によって人気が徐々に回復し、特に明治17年の天覧相撲における大達との熱戦が大きな上昇気運を生んだことから、「相撲道中興の祖」と称されている。
巨体とも伝わるが、実際には歴代横綱の中で小柄な方。右上手を浅く引きつけ、左は筈かのぞかせて寄る堅実な取り口だったとされている。池田雅雄は「得意は鉄砲（上突っ張り）で、相手に廻しを絶対に与えなかったという。若いときは突っ張ってから右上手を取り、左をはずにして押して出たが、右上手を引くと変化して相手の体勢を崩してから攻めることに妙を得ていた。いずれにしても、相手に廻しを取らせなかった堅実無比の取口は、大正時代の栃木山と好一対といえよう」と述べている。
58連勝は分11、預2を挟んでいるが、2021年現在でも双葉山定次の69連勝、谷風梶之助・白鵬翔の63連勝に次ぐ歴代4位の記録である。だが、当時は連勝記録への関心が薄く、全く話題にならなかった。東京での入幕後の勝率は九割五分一厘で、雷電為右衛門に次いで歴代2位、歴代横綱中では最高勝率となる。赤子時代の逸話はこの強さから生み出された後世の創作かもしれない。

## エピソード

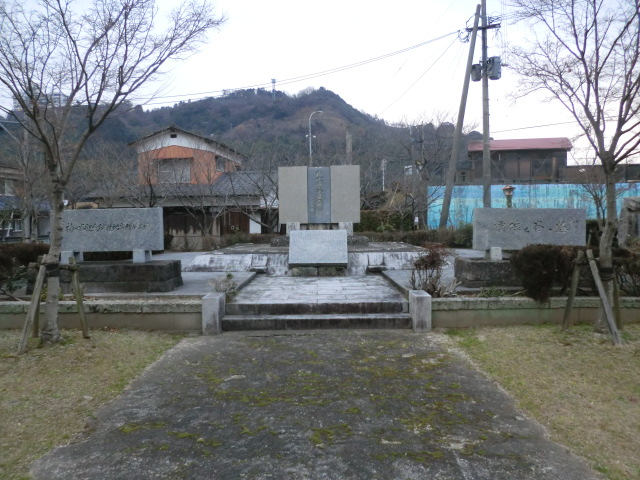
原鶴温泉にある初代梅ヶ谷記念碑

- 人望が非常に厚く、1904年に大相撲常設館建設が計画された際には、安田銀行本所支店長だった飯島保篤から自分の信用だけで40万円（現在なら100億円に相当するという）を無担保で借りることに成功した。協会は飯島に感謝し、毎場所初日に飯島家へ赤飯を届けるようになったという。
- 一斗酒の酒豪で、四斗樽を片手で差し上げる無双の怪力、研究熱心で寝た間も二の腕を脇から離したことがなく、彼の下駄は親指に力を入れて歩くため、その辺がひどく窪んだという。
- 1959年11月24日、出身地である朝倉市の原鶴温泉で「初代梅ヶ谷記念碑」の除幕式が行われた。2001年11月3日には、同じ原鶴温泉のサンライズ広場にブロンズ像が完成した。
- 江戸時代生まれの元横綱としては最後の存命者であった。

## 主な成績
- 幕内通算成績：116勝6敗18分2預78休　勝率.951（歴代横綱最高勝率）。
- 優勝相当成績：9回

### 場所別成績
東京相撲の本場所のみを示す。
| 1871年 （明治4年） | 幕下付出 –            | 西幕下 7–0 1分        |
| 1872年 （明治5年） | 西幕下9枚目 9–0–1     | 西幕下7枚目 0–3–7     |
| 1873年 （明治6年） | 西幕下5枚目 6–2–1 1分 | 西幕下4枚目 6–2–2     |
| 1874年 （明治7年） | 西幕下筆頭 7–0–1 2分  | 西前頭6枚目 8–0–1 1分 |
| 各欄の数字は、「勝ち-負け-休場」を示す。 優勝 引退 休場 十両 幕下 三賞：敢=敢闘賞、殊=殊勲賞、技=技能賞 その他：★=金星 番付階級：幕内 - 十両 - 幕下 - 三段目 - 序二段 - 序ノ口 幕内序列：横綱 - 大関 - 関脇 - 小結 - 前頭（「#数字」は各位内の序列） |                       |                       |

| 1875年 （明治8年） | x                     | 西前頭5枚目 6–1–3     |
| 1876年 （明治9年） | 西前頭4枚目 5–2–2 1分 | 西前頭2枚目 3–0–6 1分 |
| 1877年 （明治10年） | 西前頭筆頭 8–0–2      | 西小結 7–0–2 1分      |
| 1878年 （明治11年） | 西関脇 9–0–1          | 西関脇 4–0–4 1分1預   |
| 1879年 （明治12年） | 西大関 6–0–1 3分      | 西大関 5–0–4 1預      |
| 1880年 （明治13年） | 西大関 0–0–6 4分      | 西大関 9–0–1          |
| 1881年 （明治14年） | 西大関 7–1–1 1分      | 西大関 8–0–1          |
| 1882年 （明治15年） | 西大関 0–0–10         | 西大関 5–0–4 1分      |
| 1883年 （明治16年） | 東大関 6–0–4          | 東大関 3–0–7          |
| 1884年 （明治17年） | 東大関 7–0–2 1分      | 東大関 7–2–1          |
| 1885年 （明治18年） | 東大関 3–0–4 3分      | 東大関 引退 0–0–10    |
| 各欄の数字は、「勝ち-負け-休場」を示す。 優勝 引退 休場 十両 幕下 三賞：敢=敢闘賞、殊=殊勲賞、技=技能賞 その他：★=金星 番付階級：幕内 - 十両 - 幕下 - 三段目 - 序二段 - 序ノ口 幕内序列：横綱 - 大関 - 関脇 - 小結 - 前頭（「#数字」は各位内の序列） |                       |                       |

- 当時は番付表の上から二段目は十両と幕下に分けられておらず、十両の地位は存在せず幕内のすぐ下が幕下であった。この当時の幕下は、十両創設後現代までの十両・幕下と区別して二段目とも呼ぶ。